# Aeroportul Capitán Oriel Lea Plaza
Aeroportul Capitán Oriel Lea Plaza (IATA: TJA, ICAO: SLTJ) este un aeroport din Bolivia ce deservește zona Tarija.
Situat la o altitudine de 1.854 m, aeroportul dispune de o singură pistă.